# Audi Front
Der Audi Front Typ UW ist ein Pkw der gehobenen Mittelklasse, den die zur Auto Union AG gehörende Marke Audi im Februar 1933 auf der 23. Internationalen Automobil- und Motorrad-Ausstellung (IAMA) in Berlin als ersten deutschen Sechszylinderwagen mit Frontantrieb vorstellte. In der Nachfolge des Typs T der Audiwerke Zwickau wurde das „U“ verwendet, während das „W“ für den aus dem Wanderer W 22 stammenden 2-Liter-Motor stand. Nach Auslieferung von 1817 Wagen wurde im Februar 1935 auf der 25. IAMA in Berlin der Nachfolger Audi 225 mit 2,3-Liter-Motor vorgestellt.

## Modellgeschichte und Technik
Der von Ferdinand Porsche bereits 1931 für den Wanderer W 20 konstruierte obengesteuerte Reihenmotor mit 2 Litern Hubraum des Audi UW leistet 40 PS (29,4 kW) bei 3500/min. Das vor dem Motor liegende unsynchronisierte Viergang-Getriebe mit Schalthebel an der Armaturentafel trieb die Vorderräder an. Der Wagen mit Zentralkastenrahmen hat Einzelradaufhängung vorne mit obenliegenden Querlenkern und Querblattfeder unten und Schwingarme mit untenliegender Querblattfeder hinten. Er war als viertürige „Sport-Limousine“ mit 4 Fenstern, viertürige Limousine mit 6 Fenstern oder zweitüriges Cabriolet wahlweise mit zwei oder vier Fenstern verfügbar.
Ein Jahr nach Beginn der Serienfertigung wurde in Zwickau die Produktion des Audi UW in das benachbarte Werk Horch der Auto Union AG verlagert, um im Audiwerk Platz für die steigende Produktion der DKW Frontwagen zu schaffen. Aus Kapazitätsgründen wurden die Limousinen-Karosserien ohnehin bei Horch hergestellt. Die Cabriolets baute Gläser in Dresden mit den aus Zwickau zugelieferten Fahrgestellen.

## Technische Daten
| Typ Front 2 Liter, UW | Typ Front 2 Liter, UW                   |
| --------------------- | --------------------------------------- |
| Baujahre              | 1933–1934                               |
| Aufbauten             | L4, Cb2                                 |
| Motor                 | Reihen-Sechszylinder-Viertakt-Ottomotor |
| Ventilsteuerung       | OHC-Ventilsteuerung (obengesteuert)     |
| Bohrung × Hub         | 70 mm × 85 mm                           |
| Hubraum               | 1949 cm³                                |
| Nennleistung          | 40 PS (29,4 kW) bei 3500/min            |
| Verbrauch             | 13 l/100 km                             |
| Höchstgeschwindigkeit | 100 km/h                                |
| Leergewicht           | 1275–1300 kg                            |
| zul. Gesamtgewicht    | 1725–1750 kg                            |
| Bordspannung          | 12 Volt                                 |
| Länge                 | 4375–4500 mm                            |
| Breite                | 1650 mm                                 |
| Höhe                  | 1575 mm                                 |
| Radstand              | 3050–3100 mm                            |
| Spur vorn/hinten      | 1350 mm/1350 mm                         |
| Wendekreis            | 12,5 m                                  |

- L4 = 4-türige Limousine
- Cb2 = 2-türiges Cabriolet

## Produktionszahlen
| Monat und Jahr | Limousine 4 Fenster | Limousine 6 Fenster | Cabriolet 2 Fenster | Cabriolet 4 Fenster | Chassis | Gesamt |
| -------------- | ------------------- | ------------------- | ------------------- | ------------------- | ------- | ------ |
| April 1933     |                     | 1                   |                     | 1                   |         | 2      |
| Mai 1933       | 30                  |                     |                     | 4                   |         | 34     |
| Juni 1933      | 91                  |                     | 1                   |                     | 2       | 94     |
| Juli 1933      | 27                  | 11                  | 22                  |                     |         | 50     |
| August 1933    | 2                   | 35                  | 31                  | 32                  |         | 100    |
| September 1933 |                     | 43                  | 33                  | 27                  |         | 103    |
| Oktober 1933   | 10                  | 31                  | 20                  | 18                  | 1       | 80     |
| November 1933  | 24                  | 43                  | 16                  | 50                  | 2       | 135    |
| Dezember 1933  | 11                  | 51                  | 22                  | 22                  |         | 106    |
| Januar 1934    | 19                  | 44                  | 6                   | 37                  |         | 106    |
| Februar 1934   | 23                  | 55                  | 6                   | 26                  |         | 110    |
| März 1934      | 8                   | 16                  | 24                  | 72                  |         | 120    |
| April 1934     | 1                   | 15                  | 18                  | 92                  |         | 126    |
| Mai 1934       |                     |                     |                     |                     | 3       | 150    |
| Juni 1934      |                     |                     |                     |                     |         | 152    |
| Juli 1934      |                     |                     |                     |                     |         | 126    |
| August 1934    |                     |                     |                     |                     |         | 101    |
| September 1934 |                     |                     |                     |                     |         | 64     |
| Oktober 1934   | 5                   | 20                  | 9                   | 12                  | 2       | 48     |
| November 1934  |                     |                     | 5                   | 4                   | 1       | 10     |